# Baia Penkegnej
La baia Penkegnej o Pėnkigngėj (in russo бухта Пенкегне́й o Пэнкигнгэй; in lingua ciukcia Пэнкэнэй, Pėnkėnėj) è un'insenatura della penisola dei Čukči situata ai margini dello stretto di Senjavin, in Russia, presso il  mare di Bering. Amministrativamente fa parte del Providenskij rajon, nel Circondario autonomo della Čukotka (Circondario federale dell'Estremo Oriente). 
Pėnkėnėj in lingua ciukcia significa "chioma di neve": prende il nome dalla montagna all'ingresso  della baia, dove si formano cappucci di neve sulle ripide scogliere.
La baia fu descritta e mappata per la prima volta dal guardiamarina Ratmanov nell'autunno del 1828 durante la spedizione di Fëdor Petrovič Litke.

## Geografia
La baia si trova a ovest dell'isola Arakamčečen nella parte meridionale della penisola dei Čukči, le sue coste sono alte e ripide, all'ingresso della baia ci sono due piccole isole: Merkinkan e Ačinkinkan.